# Джастін Трюдо
Джастін П'єр Джеймс Трюдо (фр. Justin Pierre James Trudeau; нар. 25 грудня 1971, Оттава, Канада) — канадський політик, лідер Ліберальної партії Канади (14 квітня 2013 — 9 березня 2025), прем'єр-міністр Канади (4 листопада 2015 — 14 березня 2025).
Головні ініціативи уряду Джастіна Трюдо включали легалізацію рекреаційної марихуани, реформу призначень до Сенату Канади та введення федеральних вуглецевих податків. У міжнародній політиці, уряд Трюдо підписав низку угод щодо вільної торгівлі, зокрема із Мексикою і США, а також Паризьку угоду щодо зміни клімату.
У 2022 році Трюдо вперше в історії задіяв «Акт надзвичайних ситуацій» щоб врегулювати ситуацію довкола «Конвою свободи».

## Біографія
Джастін Трюдо є старшим сином колишнього прем'єр-міністра П'єра Трюдо. Закінчив приватний Коледж Жан-де-Бребеф у Монреалі. Здобув ступінь бакалавра гуманітарних наук з літератури в Університеті Макгілла та ступінь бакалавра освіти в Університеті Британської Колумбії. Вів соціальні дослідження і викладав французьку мову, гуманітарні науки та математику у школі другого ступеня у Ванкувері.
У 2002 році повернувся до Монреалю та зайнявся громадською діяльністю пов'язаною з питаннями юнацтва та довкілля. Очолював громадські організації. У 2006 році очолив комітет із розвитку юнацтва Ліберальної партії (англ. Task Force on Youth Renewal).
У 2008 році обраний членом Палати громад від виборчого округу Папіно у Монреалі. У 2009 році став офіційним критиком від опозиції з питань юнацтва і мультикультуралізму, у 2010 році — з питань громадянства та імміграції, у 2011 — з питань базової освіти і спорту.
У 2013 році очолив Ліберальну партію. На парламентських виборах у жовтні 2015 року його партія здобула переконливу перемогу і можливість сформувати уряд більшості, збільшивши кількість місць у парламенті з 36 до 184.
6 січня 2025 року Джастін Трюдо оголосив про свою відставку з посади Прем'єр-Міністра Канади.
14 березня 2025 року прем'єр-міністром Канади став Марк Джозеф Карні

## Трюдо і Україна
У передвиборчих дебатах 2015 року представники Ліберальної партії декларували в українському питанні кілька ключових тез. Зокрема, Канада має проявити більше лідерства на міжнародній арені для того, щоб захистити вибір Україною демократичного шляху та західних цінностей від посягань Росії. Зокрема, Ліберальна партія в особі її українських депутатів буде ініціювати надання Україні летальних оборонних озброєнь, навіть якщо США зі свого боку таких озброєнь не нададуть; припинення роботи міжнародної платіжної системи Swift у РФ, особливо з огляду на клептократичний характер російської владної верхівки; недопущення жодних винятків із санкційних списків (маються на увазі персональні санкції щодо Сєчина, Якуніна та Чемезова, для яких консервативний уряд Гарпера зробив виняток), визнання ДНР та ЛНР терористичними організаціями, також продовження тренування українських військових та фінансову і експертну підтримку реформ в Україні.
У 2016 році уряд Трюдо підписав Угоду про вільну торгівлю між Україною та Канадою.
У березні 2022 році, після початку широкого вторгнення Росії до України, Російська Федерація заборонила в'їзд Трюдо до країни. 17 березня 2022 року уряд Трюдо ввів Канадсько-український дозвіл на екстрені поїздки, дозволивши українцям перебувати та працювати в Канаді до трьох років.

## Захворювання на коронавірус
13 березня 2020 року дружина Джастіна Трюдо Софі Грегуар захворіла на коронавірус. Подружжя було ізольовано, йому було надано медичну допомогу.

## Сім'я
Одружений, має трьох дітей.

## Нагороди
- Орден Свободи (Україна, 23 серпня 2024) — за визначні особисті заслуги у зміцненні українсько-канадського міждержавного співробітництва, підтримку державного суверенітету та територіальної цілісності України[13]